# Poutní dům Velehrad v Římě
Český poutní dům Velehrad v Římě je domem pro české poutníky do Říma (Itálie). Zakoupil jej roku 1966 kardinál Josef Beran, za podpory papeže Pavla VI., pro České náboženské středisko v Římě jako náhradu za Český hospic v Římě, prodaný v roce 1950. Středisko dosáhlo v roce 1968 právního uznání jak ze strany italského státu, tak i ze strany církevní (Římského vikariátu).
Dům byl spravován komunitou českých salesiánů Dona Bosca. Nachází se čtvrthodiny chůze od městského státu Vatikán na ulici Via delle Fornaci č. 200, pod římským pahorkem Janikul. V době totality úzce spolupracoval s exilovým nakladatelstvím Křesťanská akademie Řím. 

## Současnost
V současné době je vlastněn a spravován Českým náboženským střediskem Velehrad, vede jej rektor papežské koleje Nepomucenum P. Roman Czudek, spirituálem je P. Damián Jiří Škoda, o provoz domu pečují sestry z řeholního institutu Společnost sester Ježíšových. Generální rekonstrukce všech prostor domu byla zakončena v roce 2022, rekonstruované prostory byly požehnány Mons. Janem Graubnerem za účasti českých biskupů na závěr jejich exercicií.

## Duchovní správcové centra
- P. Ladislav Dittrich (1968–1989)
- P. Vojtěch Hrubý (1984–1994 gestor domu, 2. ředitel salesiánské komunity poutního domu v letech 1994–1998)
- P. Jiří Sedláček (3. ředitel salesiánské komunity poutního domu v letech 1998–2011)
- P. Jaromír Zádrapa SDB
- P. Pavel Schwarz
- P. Roman Czudek - vedoucí, spirituálem je P. Damián Jiří Škoda